# Antonio García Garrido
Antonio García Garrido (Málaga, 21 de diciembre de 1931) es un arquitecto español. 

## Biografía

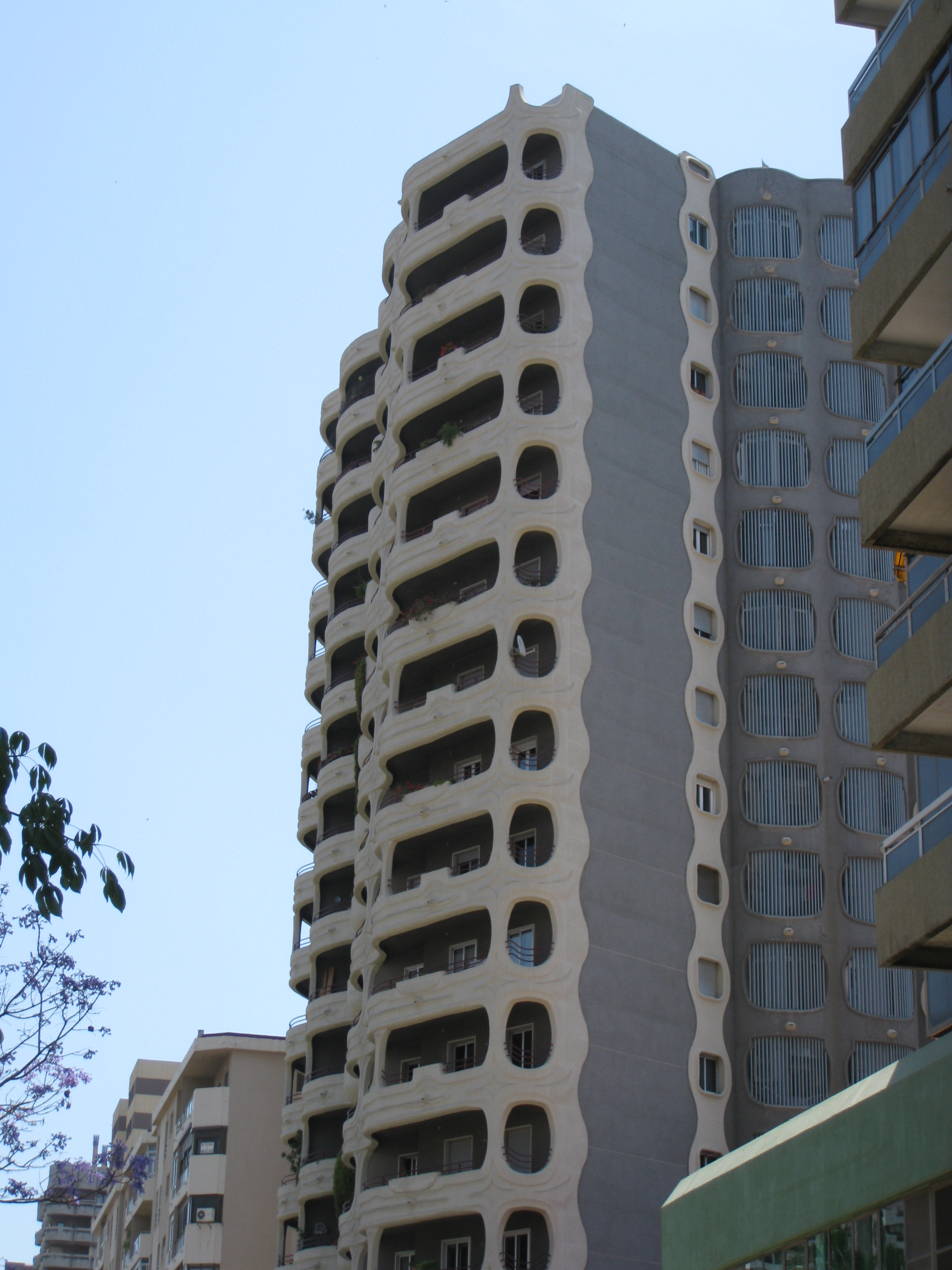
Edificio Gaudí.

Nació el 21 de diciembre de 1931, en la ciudad española de Málaga.
Graduado por la Escuela Superior de Arquitectura de Madrid, ha desarrollado su obra principalmente en la mitad sur de España y las islas Canarias en un periodo de vertiginoso auge constructivo, siendo autor de más de diez mil obras. 
Algunos de sus edificios más conocidos de su ciudad natal son el Edificio Gaudí (1977) de la Avenida de Andalucía, la Iglesia de Santa Rosa de Lima (1968) y la Torre de Málaga (1968) de la Alameda de Colón.